# 시파단섬

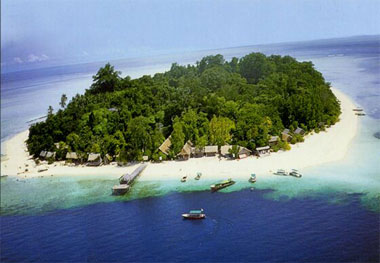

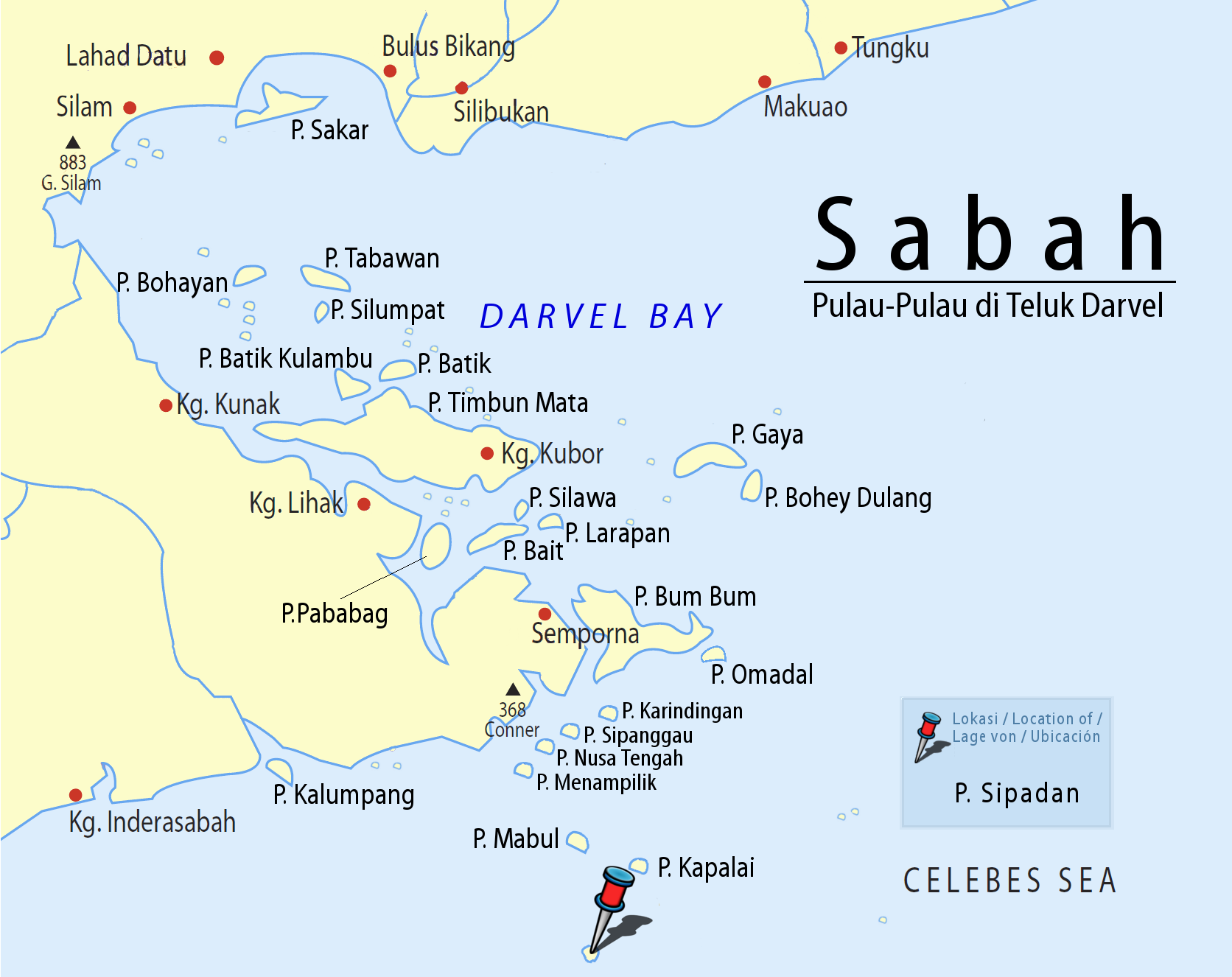
시피단섬의 위치

시파단섬(Sipadan, 말레이어: Pulau Sipadan)은 말레이시아 유일의 해양 섬으로 해저에서 600미터(2,000피트) 솟아 있다. 말레이시아 사바주 동해안 술라웨시해에 위치해 있다. 발달하는 데 수천 년이 걸린 멸종된 화산 원뿔 위에서 자라는 살아있는 산호에 의해 형성되었다. 시파단섬은 세계에서 가장 풍부한 해양 서식지 중 하나인 인도-태평양 분지의 중심부에 위치하고 있다. 이 생태계에는 400종 이상의 물고기와 수백 종의 산호가 분류되어 있다. 시피단섬은 로데일의 스쿠버 다이빙 매거진에서 '세계 최고의 다이빙 목적지'로 골드 리스트에 올랐다. 실제로 이 섬은 해양 생물의 다양성으로 유명한 다른 2곳의 목적지인 에콰도르의 갈라파고스 제도과 미크로네시아의 트루크섬과 함께 1위를 차지했다.
시파단섬 주변 해역에서 자주 볼 수 있는 녹색거북과 매부리바다거북, 토네이도 형태의 꼬치고기, 전갱이 등이 있다. 매가오리, 귀상어, 고래상어 등 원양어종도 시파단섬을 방문한다. 거북이 무덤은 섬의 기둥 아래에 있으며, 표면을 찾기 전에 길을 잃고 익사하는 거북이의 골격 잔해가 많이 포함된 터널과 방의 미로가 있는 수중 석회암 동굴로 형성되어 있다. 시파단섬을 방문하려면 사바 정부 기관인 사바 공원에서 발급한 허가가 필요하다. 2019년부터 매일 178개의 허가증이 제공된다.